# Allons (Alpy Górnej Prowansji)
Allons – miejscowość i gmina we Francji, w regionie Prowansja-Alpy-Lazurowe Wybrzeże, w departamencie Alpy Górnej Prowansji.

## Demografia
Według danych na rok 1990 gminę zamieszkiwały 73 osoby, a gęstość zaludnienia wynosiła 2 osoby/km². W styczniu 2015 r. Allons zamieszkiwało 145 osób, przy gęstości zaludnienia wynoszącej 4 osoby/km².